# Serie A2 2011-2012 - Girone E (pallamano maschile)

## Formula
- Le 6 squadre partecipanti hanno disputato un girone all'italiana di doppia andata e doppio ritorno; al termine la prima classificata è stata promossa in serie A1 nella stagione successiva mentre la squadra classificata all'ultimo posto è stata retrocessa in serie B nella stagione successiva.

## Squadre partecipanti
- Putignano
- Fasano
- Atellana

- Pallamano Interscafati
- Serra Fasano
- Capua

## Risultati

### Primo girone andata e ritorno
| andata | 1ª giornata           | ritorno |
| ------ | --------------------- | ------- |
| 14-19  | Serra - Capua         | 30-39   |
| 30-15  | Putignano - Atellana  | 32-30   |
| 27-33  | Interscafati - Fasano | 21-27   |

| andata | 4ª giornata          | ritorno |
| ------ | -------------------- | ------- |
| 26-17  | Putignano - Fasano   | 28-30   |
| 39-27  | Serra - Interscafati | 29-21   |
| 37-25  | Capua - Atellana     | 31-29   |

| andata | 2ª giornata             | ritorno |
| ------ | ----------------------- | ------- |
| 24-31  | Capua - Putignano       | 24-29   |
| 24-26  | Atellana - Interscafati | 30-29   |
| 27-25  | Fasano - Serra          | 28-27   |

| andata | 5ª giornata              | ritorno |
| ------ | ------------------------ | ------- |
| 34-33  | Atellana - Serra         | 23-36   |
| 27-30  | Interscafati - Putignano | 21-42   |
| 23-20  | Fasano - Capua           | 20-37   |

| andata | 3ª giornata          | ritorno |
| ------ | -------------------- | ------- |
| 17-32  | Serra - Putignano    | 33-34   |
| 24-37  | Interscafati - Capua | 26-35   |
| 28-27  | Fasano - Atellana    | 23-34   |

### Secondo girone andata e ritorno
| andata | 1ª giornata           | ritorno |
| ------ | --------------------- | ------- |
| 26-25  | Serra - Capua         | 18-37   |
| 37-31  | Putignano - Atellana  | 31-34   |
| 27-33  | Interscafati - Fasano | 23-33   |

| andata | 4ª giornata          | ritorno |
| ------ | -------------------- | ------- |
| 36-15  | Putignano - Fasano   | 29-25   |
| 41-27  | Serra - Interscafati | 38-33   |
| 34-30  | Capua - Atellana     | 36-35   |

| andata | 2ª giornata             | ritorno |
| ------ | ----------------------- | ------- |
| 33-32  | Capua - Putignano       | 23-28   |
| 31-25  | Atellana - Interscafati | 34-25   |
| 22-27  | Fasano - Serra          | 29-30   |

| andata | 5ª giornata              | ritorno |
| ------ | ------------------------ | ------- |
| 42-41  | Atellana - Serra         | 30-34   |
| 20-38  | Interscafati - Putignano | 37-44   |
| 19-24  | Fasano - Capua           | 25-30   |

| andata | 3ª giornata          | ritorno |
| ------ | -------------------- | ------- |
| 30-38  | Serra - Putignano    | 32-44   |
| 24-35  | Interscafati - Capua | 28-39   |
| 27-28  | Fasano - Atellana    | 27-35   |

## Classifica
|  | Pos. | Squadra                | Pt | G  | V  | N | P  | GF  | GS  | DR   |
|  | ---- | ---------------------- | -- | -- | -- | - | -- | --- | --- | ---- |
|  | 1.   | Putignano              | 51 | 20 | 17 | 0 | 3  | 671 | 518 | +153 |
|  | 2.   | Capua                  | 44 | 20 | 15 | 0 | 5  | 619 | 516 | +103 |
|  | 3.   | Atellana               | 26 | 20 | 9  | 0 | 11 | 601 | 622 | -21  |
|  | 4.   | Fasano                 | 26 | 20 | 9  | 0 | 11 | 511 | 561 | -50  |
|  | 5.   | Serra Fasano*          | 20 | 20 | 9  | 0 | 11 | 600 | 611 | -11  |
|  | 6.   | Pallamano Interscafati | 3  | 20 | 1  | 0 | 19 | 518 | 692 | -174 |

Legenda:

      Promossa in Serie A1 2012-2013
      Retrocessa in Serie B 2012-2013
-  R.S. Fasano penalizzata di 10 punti

## Verdetti
- Putignano: promossa in Serie A1 2012-2013.
- Pallamano Interscafati: retrocessa in Serie B 2012-2013.